# Puchar Włoch w piłce nożnej (1997/1998)
Puchar Włoch 1997/98 – 51 edycja rozgrywek piłkarskiego Pucharu Włoch.

## Półfinały
- A.C. Milan – Parma 0:0 i 2:2
- Juventus F.C. – S.S. Lazio 0:1 i 2:2

## Finał
- 8 kwietnia 1998 Mediolan

A.C. Milan – S.S. Lazio 1:0
- 29 kwietnia 1998 Rzym

S.S. Lazio – A.C. Milan 3:1